# Sabine Spitz
Sabine Spitz (Bad Säckingen, 27 de diciembre de 1971) es una deportista alemana que compitió en ciclismo en las modalidades de montaña y ciclocrós.
Participó en cinco Juegos Olímpicos de Verano, entre los años 2000 y 2016, obteniendo en total tres medallas: oro en Pekín 2008, plata en Londres 2012 y bronce en Atenas 2004, las tres en la prueba de campo a través.
Ganó siete medallas en el Campeonato Mundial de Ciclismo de Montaña entre los años 2001 y 2012, y diez medallas en el Campeonato Europeo de Ciclismo de Montaña entre los años 2001 y 2016.
Obtuvo ocho medallas en el Campeonato Mundial de Ciclismo de Montaña en Maratón entre los años 2007 y 2017, y tres medallas en el Campeonato Europeo de Ciclismo de Montaña en Maratón entre los años 2007 y 2015.
Además, consiguió una medalla de plata en el Campeonato Mundial de Ciclocrós de 2005.

## Medallero internacional
| Juegos Olímpicos   | Juegos Olímpicos             | Juegos Olímpicos  | Juegos Olímpicos           |
| Año                | Lugar                        | Medalla           | Competición                |
| ------------------ | ---------------------------- | ----------------- | -------------------------- |
| 2004               | Atenas (Grecia)              | Medalla de bronce | Campo a través             |
| 2008               | Pekín (China)                | Medalla de oro    | Campo a través             |
| 2012               | Londres (Reino Unido)        | Medalla de plata  | Campo a través             |
| Campeonato Mundial |                              |                   |                            |
| Año                | Lugar                        | Medalla           | Competición                |
| 2001               | Vail (Estados Unidos)        | Medalla de bronce | Campo a través             |
| 2002               | Kaprun (Austria)             | Medalla de bronce | Campo a través             |
| 2003               | Lugano (Suiza)               | Medalla de oro    | Campo a través             |
| 2007               | Fort William (Reino Unido)   | Medalla de plata  | Campo a través             |
| 2008               | Val di Sole (Italia)         | Medalla de plata  | Campo a través             |
| 2010               | Mont-Sainte-Anne (Canadá)    | Medalla de plata  | Campo a través por relevos |
| 2012               | Leogang/Saalfelden (Austria) | Medalla de bronce | Campo a través por relevos |
| Campeonato Europeo |                              |                   |                            |
| Año                | Lugar                        | Medalla           | Competición                |
| 2001               | St. Wendel (Alemania)        | Medalla de plata  | Campo a través             |
| 2002               | Zúrich (Suiza)               | Medalla de bronce | Campo a través             |
| 2004               | Wałbrzych (Polonia)          | Medalla de bronce | Campo a través             |
| 2006               | Lamosano (Italia)            | Medalla de bronce | Campo a través             |
| 2007               | Capadocia (Turquía)          | Medalla de oro    | Campo a través             |
| 2008               | St. Wendel (Alemania)        | Medalla de oro    | Campo a través             |
| 2009               | Zoetermeer (Países Bajos)    | Medalla de bronce | Campo a través             |
| 2012               | Moscú (Rusia)                | Medalla de bronce | Campo a través             |
| 2016               | Huskvarna (Suecia)           | Medalla de bronce | Campo a través             |
| 2016               | Huskvarna (Suecia)           | Medalla de bronce | Campo a través por relevos |

| Campeonato Mundial | Campeonato Mundial           | Campeonato Mundial | Campeonato Mundial |
| Año                | Lugar                        | Medalla            | Competición        |
| ------------------ | ---------------------------- | ------------------ | ------------------ |
| 2007               | Verviers (Bélgica)           | Medalla de plata   | Campo a través     |
| 2008               | Villabassa (Italia)          | Medalla de plata   | Campo a través     |
| 2009               | Graz (Austria)               | Medalla de oro     | Campo a través     |
| 2010               | Sankt Wendel (Alemania)      | Medalla de plata   | Campo a través     |
| 2011               | Montebelluna (Italia)        | Medalla de plata   | Campo a través     |
| 2014               | Pietermaritzburg (Sudáfrica) | Medalla de plata   | Campo a través     |
| 2015               | Val Gardena (Italia)         | Medalla de bronce  | Campo a través     |
| 2017               | Singen (Alemania)            | Medalla de plata   | Campo a través     |
| Campeonato Europeo |                              |                    |                    |
| Año                | Lugar                        | Medalla            | Competición        |
| 2007               | Sankt Wendel (Alemania)      | Medalla de oro     | Campo a través     |
| 2013               | Singen (Alemania)            | Medalla de bronce  | Campo a través     |
| 2015               | Singen (Alemania)            | Medalla de oro     | Campo a través     |

| Campeonato Mundial | Campeonato Mundial    | Campeonato Mundial | Campeonato Mundial |
| Año                | Lugar                 | Medalla            | Competición        |
| ------------------ | --------------------- | ------------------ | ------------------ |
| 2005               | St. Wendel (Alemania) | Medalla de plata   | Individual         |